# NGC 3488
NGC 3488 је спирална галаксија у сазвежђу Велики медвед која се налази на NGC листи објеката дубоког неба.
Деклинација објекта је + 57° 40' 39" а ректасцензија 11h 1m 23,6s. Привидна величина (магнитуда) објекта NGC 3488 износи 12,9 а фотографска магнитуда 13,6. NGC 3488 је још познат и под ознакама UGC 6096, MCG 10-16-45, CGCG 291-22, IRAS 10583+5756, PGC 33242.